# 弗拉查赫
弗拉查赫是奥地利施泰尔马克州的一个旧市镇。总面积7.43平方公里，总人口188人，人口密度25.3人/平方公里（2005年）。
2015年，弗拉查赫在施泰尔马克州市镇结构改革中并入市镇施皮尔贝格。